# Mustafa Zhobel
Mustafa Zhobel (* 18. September 1991 in Afghanistan) ist ein afghanischer Fußballspieler, der zuletzt 2013 bei De Maiwand Atalan spielte.

## Karriere
Wie die meisten anderen Spieler in der Afghan Premier League 2012, wurde auch Zhobel in der Fußballcastingshow Maidan e Sabz gefunden und unterschrieb einen Vertrag bei De Maiwand Atalan. Sein Debüt feierte er am 18. September 2012 beim 3:1-Sieg gegen Shaheen Asmayee, wo er das 3:1 erzielte. Auch im zweiten Spiel gegen De Abasin Sape erzielte Zhobel den 3:0-Endstand. Nachdem man die Finalrunde erreicht, aber im Halbfinale gegen Simorgh Alborz 1:2 verlor, konnte die Mannschaft am Ende den dritten Platz im Spiel um Platz drei gegen De Spinghar Bazan feiern, wobei Mustafa Zhobel wieder zum 3:2-Endstand traf.

## Erfolge
- 3. Platz 2012 in der Afghan Premier League